# Клан Армстронг
Армстронг (англ. Armstrong «сильная рука») — один из кланов равнинной части Шотландии (лаулендерский клан), а также Ольстера.

## Происхождение клана
Относительно происхождения клана Армстронг существуют две версии - и обе они "завязаны" на имени клана:
- Согласно одной из них, прародителем Армстронгов был Сивард Бьёрн (Siward Beorn), датский ярл из Нортумберленда, известный также как Сивард Дигри. В переводе с датского на русский, «Siward Digry» означает: «Сильная меченосная рука». А на английский - «Sword strong arm». Сивард был племянником Канута - датско-английского короля XI века[1].
- Согласно другой традиции, Армстронги происходят от Фэрбёрна (Fairbairn, Ferberno) - Хранителя Доспехов шотландского короля, который спас своего монарха во время сражения, когда лошадь короля была убита под ним. Из-за этого происшествия семейство стало известно как «Армстронг» и получило в подарок земли в Лиддесдейле[2].

## История клана
Первым достоверным вождём (чифом) клана был Александр Армстранд, лэрд оф Мангертон (of Mangerton), который жил в конце XIII столетия. Историк Джордж Фрэзер-Блэк (George Fraser Black) упоминает Адама Армстронга, приговорённого к смерти за убийство и помилованного королём в 1235 году.
Гильберт Армстронг, стюард двора короля Давида II был послом Шотландии в Англии (1363 г.). В 1374 г. сэр Адам Армстронг сопровождал в заграничном путешествии графа Данбара.
Среди кланов Пограничья Армстронги были одним из самых многочисленных, мощных и грозных. Они владели большей частью Лиддесдейла, а позже распространялись в Эскдейл и Аннандейл. По свидетельствам современников, в 1528 году Армстронги могли выставить до 3000 всадников. Они совершали постоянные набеги на Англию, дерзко грабя северные приграничные области (в ответ на аналогичные «подвиги» англичан).
Беззакония, совершаемые на английской границе Джоном Ни Армстронгом оф Гилноки (John Nie Armstrong of Gilnockie) и его людьми вынудили Якова V в 1529 году повесить его. Его считали одним из самых печально известных людей Пограничья, злоключения которого легли в основу одной из самых известных шотландских баллад — «Армстронг Джонни».
Однако, буйный, неукротимый дух Армстронгов не был подавлен вплоть до правления Якова VI. В XVI веке в Шотландском Пограничье взошла звезда Кинмонта Вилли Армстронга (Kinmont Willie Armstrong). В 1596 году этот прежде удачливый воин был изменнически захвачен англичанами (коими командовал  Томас Скруп, 10-й барон Скруп оф Болтон) в день перемирия 17 марта и заточён в замке Карлайл (Carlisle). Барон Вальтер Скотт оф Боклю (Walter Scott of Buccleuch), прозванный «Хранителем Рубежа», потребовал освободить Армстронга, но англичане тянули время, не отпуская пленника. Тогда 13 апреля 1596 г. барон Боклю, совершив дерзкий рейд на вражескую территорию, проник в считавшийся дотоле неприступным замок, освободил узника и благополучно доставил его на родину. В военной экспедиции приняли участие четыре сына Кинмонта Вилли. Елизавета Тюдор была в ярости и потребовала от Якова VI выдачи «дерзкого Боклю» - что и было исполнено шотландским королём. Ибо вся внешняя политика Якова VI была подчинена перспективам приобретения английского престола. Пленению и освобождению Армстронга посвящена шотландская баллада «Кинмонт Вилли» («Kinmont Willie»), впервые опубликованная в 1802 г. сэром Вальтером Скоттом. 
Между тем, злопамятный Яков VI сумел поссорить могущественные кланы Пограничья — Скоттов и Армстронгов. Когда в 1603 году Яков Стюарт стал королём Англии, по его приказу в Эдинбурге был повешен лэрд Армстронг, тогдашний вождь клана. В 1610 году, по приказу Якова VI, были казнены многие полевые командиры клана Армстронг, а их земли перешли во владение Скоттов. От столь жестокого удара Армстронги так никогда и не оправились — и постепенно расселились по Старому и Новому Свету. Многие обосновались в Ольстере, особенно — в графствах Ферманах (Fermanagh) и Донегал (Donegal), а также - в графстве Оффали, расположенном в самом сердце Ирландии. Доныне среди самых распространённых ольстерских фамилий, Армстронг — на 5-м месте.
В период 1574 — 1665 гг. многие шотландцы сражались за свободу Нидерландов против тиранических притязаний Испании. Среди этих волонтёров в голландских источниках отмечены Томас Армстронг и Ян Армстранк.
В 1825 г. д-р Роберт Армстронг из Пертшира составил и издал Гэльско-английский словарь.
Сэр Александр Армстронг из Ольстера (1818 – 1899) в 1850 - 1854 гг. участвовал, в качестве военно-морского хирурга, в Арктической экспедиции Мак-Клура.
В годы Войны Севера и Юга (в которую с обеих сторон были широко вовлечены этнические шотландцы) сражались друг против друга генерал армии конфедератов Фрэнк Кроуфорд Армстронг (1835—1909) и генерал армии северян Сэмюэл Чепмэн Армстронг (1839—1893).

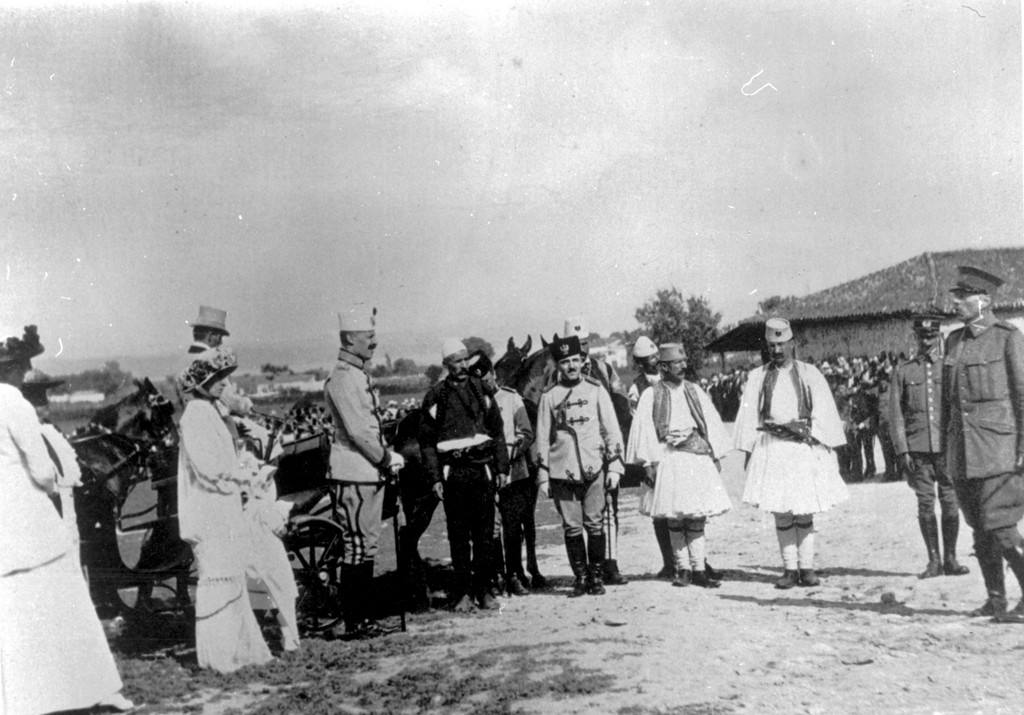
Принц Вильгельм Вид, Иса Болетини и офицеры Международной жандармерии - Дункан Хитон-Армстронг и Лодевик Томпсон. Снимок сделан в окрестностях Дурреса, в июне 1914 г.

В 1914 г. офицер Дункан Хитон-Армстронг (Duncan Heaton-Armstrong) служил в рядах Международной жандармерии на территории недавно возрождённого Албанского королевства.
21 июля 1969 года Нил Армстронг, американский представитель этого клана, стал первым человеком, который высадился на Луне. С собою в космос он взял тартан клана Армстронг. Президентом США в то время был Ричард Никсон — потомок одного из септов клана Армстронг.
В 2007 году был снят документальный фильм «Кланы Шотландии. Армстронги. Последняя граница» (Scotland’s Clans. Clan Armstrong. The Final Frontier.).
Объединение Клана Армстронг (Clan Armstrong Trust) ныне возглавляет Мишель Армстронг оф Мангбихёрст (Micheil Armstrong of Mungbyhurst). Клановый музей в Лэнгхольме (Langholm, Dumfriesshire) располагает богатейшим архивом Армстронгов. Раз в два года, в один из летних месяцев, проходит общее собрание клана Армстронг. В 1972 году в Лэнгхольме побывал астронавт Нил Армстронг. Он был награждён титулом почётного гражданина Лэнгхольма.

## Септы
- Фэрбёрн (Fairbairn),
- Крозье (Crosier, Crozier, Crozer, Crosar, Crozer),
- Никсон (Nixon).

## Клановые замки
- Башня Гилноки (Gilnockie Tower), тж. известная как Полая башня (Hollows Tower) в Дамфришире. Воздвигнутая в 1518 году (быть может, на руинах более древней твердыни) изолированная башня ныне служит резиденцией Центра Клана Армстронг (Clan Armstrong centre).

- Башня Мангертон (Mangerton Tower) расположена в одной миле к югу от Ньюкастлтона, на самой границе с Англией. Близ неё в 1320 г. был установлен Минхольмский Крест (Minholm Cross), в память убитого в замке Эрмитаж Александра Армстронга[10].